# Богерар де Маркувил
Богерар де Маркувил (фр. Bosguérard-de-Marcouville) насеље је и општина у северној Француској у региону Горња Нормандија, у департману Ер која припада префектури Берне.
По подацима из 2011. године у општини је живело 599 становника, а густина насељености је износила 49,92 становника/km². Општина се простире на површини од 12 km². Налази се на средњој надморској висини од 136 метара (максималној 173 m, а минималној 98 m).

## Демографија
| 1962. | 1968. | 1975. | 1982. | 1990. | 1999. | 2011. |
| ----- | ----- | ----- | ----- | ----- | ----- | ----- |
| 361   | 398   | 400   | 431   | 489   | 481   | 599   |

График промене броја становника у току последњих година